# Réserve naturelle nationale du marais de Vesles-et-Caumont
La réserve naturelle nationale du marais de Vesles-et-Caumont (RNN134) est une réserve naturelle nationale située dans le département de l'Aisne, près de Laon, dans les Hauts-de-France. Classée en 1997, elle occupe une surface de 109 hectares et protège des milieux de tourbières basses alcalines dans la partie nord des marais de la Souche.

## Localisation
Le territoire de la réserve naturelle est dans le département de l'Aisne, sur le territoire de la commune de Vesles-et-Caumont à 15 km au nord-est de Laon. Il est situé sur la rive droite du canal de la Souche et s'étend sur 108 hectares à une altitude de 68 m.

## Histoire du site et de la réserve
Les premières occupations des marais datent du Néolithique. Plus tard, des activités agricoles (culture du lin, meunerie) apparaissent qui aboutissent à l'assèchement des zones humides. Au XXe siècle, avec le déclin de l'agriculture, les milieux se boisent.
L’Association nature et pâturage (ANP), créée en 2005, voulant relancer le pâturage dans le marais, a réintroduit un troupeau de vaches bretonnes pie noir « ancienne souche ». Les objectifs sont écologiques et sociaux : développer le pâturage extensif et sauvegarder les races bovines françaises à faible effectif.

## Écologie (biodiversité, intérêt écopaysager…)
Les tourbières, roselières et boisements de saules du site forment un refuge de qualité pour les oiseaux migrateurs et nicheurs. Son marais est d’une richesse biologique remarquable et abrite des espèces végétales rares et des libellules exceptionnelles.
Cet ensemble constitue de nombreux intérêts spécifiques :
- ornithologique pour une avifaune nicheuse paludicole et forestière rare, dont de nombreuses espèces menacées sur le plan national ;
- floristique et entomologique par la présence de nombreuses plantes et espèces rares et menacées.

### Flore
Le site abrite des herbiers à Utriculaire et à Potamot coloré. On y trouve aussi la Gentiane pneumonanthe, la Gesse des marais, le Comaret des marais, la Laîche filiforme, le Séneçon des marais, la Grande douve, le Rubanier nain, le Souchet brun.

### Faune
Présence du Muscardin commun (Muscardinus avellanarius).

## Intérêt touristique et pédagogique
L'accès de la réserve naturelle est réglementé. Des visites guidées se font sur demande (de mai à octobre) par un cheminement sur pilotis.

## Administration, plan de gestion, règlement
C'est une association, de type loi de 1901, nommée La Roselière qui assure la gestion de la réserve naturelle. C’est la taxe départementale des espaces naturels sensibles qui permet de financer sa gestion.
(Association de Défense de l'Environnement (APNE), Écologie)
Adresse : 2 rue fort 02350 Vesles-et-Caumont.

### Outils et statut juridique
La réserve naturelle a été créée par le décret n° 97-300 du 2 avril 1997.
L'arrêté du 6 avril 2006 intègre la réserve naturelle du marais de Vesles-et-Caumont dans le site dit « Marais de la Souche » (code:FR2212006) du réseau Natura 2000 classée en zone de protection spéciale (ZPS).